# Elise Christie
Elise Christie (Edimburgo, 13 agosto 1990) è una pattinatrice di short track britannica.

## Biografia
Nata in Scozia ha studiato al New College Nottingham. Si è avvicinata allo short track quand'era molto giovane, approdando nel giro della nazionale nel 2007. Dall'ottobre 2015 è fidanzata con il pattinatore ungherese Shaolin Sándor Liu, campione olimpico a Pyeongchang 2018.
Ha rappresentato la Gran Bretagna ai Giochi olimpici di Vancouver 2010, dove è arrivata ottava nei 500 metri, settima nei 1000 metri ed è stata eliminata nelle batterie nei 1500 metri.
Ai Giochi olimpici di Soči 2014 è stata squalificata nei 500 metri per aver provocato due cadute, mentre finisce diciannovesima nei 1000 metri e ventesima nei 1500 metri.
Il 13 novembre 2016 a Salt Lake City ha stabilito il record del mondo sui 500 metri portandolo a 42"335.
Ai Giochi olimpici di Pyeongchang 2018, ha sfiorato la medaglia arrivando quarta nella finale dei 500 metri. Nel corso della competizione ha battuto per due volte il record olimpico nella specialità, il 10 febbraio con il tempo di 42"872 in batteria ed il 13 febbraio con il tempo di 42"703 nei quarti di finale. Dopo entrambi i record il suo tempo è stato superato dalla sudcoreana Choi Min-jeong, che ha portato il nuovo record olimpico a 42"422. Nei 1000 metri e nei 1500 metri è stata eliminata in seguito a decisioni arbitrali.

## Palmarès

### Campionati mondiali
- 2 medaglie:
  - 1 argento (500 m a Montreal 2014);
  - 1 bronzo (1000 m a Debrecen 2013).

### Campionati europei
- 18 medaglie:
  - 11 ori (staffetta a Ventspils 2008; 1000 m, 1500 m a Malmö 2013; 1000 m a Dresda 2014; 500 m, 1500 m e classifica generale a Dordrecht 2015; 500 m, 1000 m, 1500 m e classifica generale a Soči 2016);
  - 6 argenti (1500 m, 3000 m a Dresda 2010; classifica generale a Malmö 2013; 3000 m, staffetta a Dresda 2014; 3000 m a Dordrecht 2015);
  - 1 bronzo (classifica generale a Dresda 2010).

### Coppa del Mondo
- Vincitrice della Coppa del Mondo dei 1000 m nel 2013.
- Miglior piazzamento nella Coppa del Mondo dei 1500 m: 5ª nel 2013.
- Miglior piazzamento nella Coppa del Mondo dei 500 m: 12ª nel 2014.
- 13 podi (tutti individuali):
  - 3 vittorie;
  - 6 secondi posti;
  - 4 terzi posti.